# Fonction d'appui
En analyse mathématique, et plus spécialement en analyse convexe, la fonction d'appui d'une partie P d'un espace normé réel E est la fonction convexe qui à toute forme linéaire continue s sur E associe la borne supérieure de s(P) dans ℝ.

## Définition
La fonction d'appui d'une partie P d'un espace normé E est la fonction notée σP et définie par
{\displaystyle \sigma _{P}:E'\to {\overline {\mathbb {R} }}:s\mapsto \sigma _{P}(s)=\sup _{x\in P}\,\langle s,x\rangle ,}
où E' est le dual topologique de E et {\displaystyle \langle s,x\rangle } est la valeur de la forme linéaire continue s en x.
En particulier, {\displaystyle \sigma _{\varnothing }(s)=-\infty } (sup(∅) = –∞).

## Exemples
La fonction d'appui se présente naturellement dans un certain nombre de constructions en analyse et en analyse convexe.
- La fonction conjuguée de la fonction indicatrice d'une partie P de E est la fonction d'appui de P.
- La fonction d'appui de la boule unité de E est la norme canonique du dual E'.
- Si E est un espace euclidien et si f est une fonction convexe propre définie sur E à valeurs dans {\displaystyle \mathbb {R} \cup \{+\infty \}}, sa dérivée directionnelle {\displaystyle f'(x;\cdot )} en un point x dans l'intérieur relatif de son domaine est la fonction d'appui du sous-différentiel de f en x (voir « Formule du max »).

## Propriétés
- La fonction d'appui d'une partie quelconque est convexe car sous-linéaire.
- Elle est de plus « fermée », c'est-à-dire semi-continue inférieurement.
- Toute partie P a même fonction d'appui que son enveloppe convexe fermée co(P). Plus précisément :{\displaystyle \sigma _{P}\leqslant \sigma _{Q}\Leftrightarrow {\overline {\operatorname {co} }}(P)\subset {\overline {\operatorname {co} }}(Q)}.
- A fortiori, toute partie a même fonction d'appui que son adhérence et que son enveloppe convexe :{\displaystyle \sigma _{P}=\sigma _{\overline {P}}=\sigma _{\operatorname {co} (P)}}.

## Règles de calcul
Somme pondérée d'ensembles
Pour toutes parties P,Q de E et tous réels positifs α,β,
Transformation par une application linéaire
Soient F un autre espace normé, {\displaystyle A:E\to F} une fonction linéaire continue, {\displaystyle A^{*}:F'\to E'} son adjointe et P une partie de E.
Alors {\displaystyle \sigma _{A(P)}:F'\to {\overline {\mathbb {R} }}} s'écrit{\displaystyle \sigma _{A(P)}=\sigma _{P}\circ A^{*}}.

## Référence
1. ↑  Aliprantis et Border 2007, p. 288 et 291.